# Гордеева, Таисия Васильевна
Таисия Васильевна Гордеева — советский хозяйственный деятель, Герой Социалистического Труда.

## Биография
Родилась в 1930 году в селе Погар. Член КПСС.
Пережила немецко-фашистскую оккупацию.
В 1945—1957 — ученица крутильщицы, крутильщица сигарет, в 1957—1991 — крутильщица сигар, бригадир рабочих Погарского сигаретно-сигарного комбината Министерства пищевой промышленности РСФСР.
Указом Президиума Верховного Совета СССР от 17 января 1974 года присвоено звание Героя Социалистического Труда с вручением ордена Ленина и золотой медали «Серп и Молот».
Делегат XXIV съезда КПСС.
Умерла в 2012 году в Погаре.

## Награды и звания
- Герой Социалистического Труда (17.01.1974)
- Орден Ленина (26.04.1971, 17.01.1974)